# Antheraea celebensis
Antheraea celebensis är en fjärilsart som beskrevs av Watson 1915. Antheraea celebensis ingår i släktet Antheraea och familjen påfågelsspinnare. Inga underarter finns listade i Catalogue of Life.